# وحيد الصلح
وحيد الصلح، سياسي لبناني ومساعد مقرب لعمه، رئيس الوزراء السابق سامي الصلح. وقد اغتيل لأسباب سياسية في 13 أكتوبر 1958، أثناء الحرب الأهلية في لبنان.
ولد وحيد الصلح في عام 1901 في صيدا، لبنان. وكان أحد أقارب الرؤوساء السابقين رياض الصلح، سامي الصلح، تقي الدين الصلح ورشيد الصلح. وتزوج من منيرة الصلح وهي من النساء المدافعات والرائدات في مجال حقوق المرأة في لبنان، وأنجبا 5 أبناء: سمير، نجلاء سالم، سناء ونسيب.